# Кумак (Ясненский район)
Кумак — посёлок в Ясненском городском округе Оренбургской области России. Согласно административно-территориальному устройству сохраняет свой статус административного центра Кумакского сельсовета Ясненского района.

## Этимология
Название происходит от одноименной реки, в свою очередь гидроним Кумак в свою очередь переводится с казахского как «песчаное место».

## География
Посёлок расположен в юго-восточной части области, в степной зоне, в пределах Кумакско-Киембайского холмисто-увалистого района Зауральского плато, по берегу реки Кумак.
Климат
умеренный, резко континентальный. Средняя температура января −18 °C, июля — +21 °C. Годовое количество осадков — 250—290 мм.

## История
Кумак основан в 1914 году как посёлок при золотых копях (добыча велась до 1960-х годов).
В 1936 году Кумак получил статус посёлка городского типа.
С 1998 года Кумак — сельский населённый пункт — посёлок.
До 1 января 2016 года посёлок являлся административным центром муниципального образования Кумакский сельсовет.

## Население
| 1959 | 1970  | 1989 | 2010 | 2012 | 2013 | 2014 |
| ---- | ----- | ---- | ---- | ---- | ---- | ---- |
| 5054 | ↘1962 | ↘610 | ↘301 | →301 | ↘288 | ↘282 |

Национальный состав
Согласно результатам переписи 2002 года, в национальной структуре населения русские	составляли 34 %, казахи — 26 % от 511 жителей.

## Инфраструктура
Развито сельское хозяйство.

## Транспорт
Доступен автотранспортом. В 90 км находится железнодорожная станция Шильда.